# Adiție osoasă
În stomatologie, adiția osoasă este intervenția chirurgicală prin care se realizează îngroșarea, lărgirea și mărirea volumetrică a osului mandibular sau maxilar. Această procedură este necesară atunci când capitalul osos este atât de subțiat încât nu mai permite inserarea implanturilor dentare.
În urma extracției dentare, la nivelul procesului alveolar apare, întotdeauna, o resorbție a osului.
După o extracție dentară, în primul an se pierde aproximativ 25% din volumul inițial al osului în care se află dintele.
Apoi, osul își continuă resorbția într-un mod mai lent, astfel că, la trei ani după extracție, osul prezintă o resorbție de circa 40%-60% din volumul inițial.
La cinci ani de la extracție, un os care la început avea o grosime de 8 mm. poate ajunge să aibă o grosime sub 3 mm.
Din aceste considerente, adesea se impune intervenția de aditie osoasa, în special când este afectată o zonă a structurilor maxilare cu impact fizionomic ridicat.
Augmentarea osoasă este necesară atunci când se dorește inserția unui implant într-o regiune foarte solicitată în procesul de masticație.
Prin creșterea volumului osos, se poate insera un implant dentar cu un diametru și o lungime mai mari, asigurându-se, astfel, o mai bună stabilitate a implantului dentar, permițându-i acestuia să preia mai bine solicitările masticatorii.
Intervenția chirurgiclală de aditie osoasa poate fi efectuată în cadrul aceleiași ședințe, odată cu inserția implanturilor dentare, sau poate fi realizată o intervenție separată, în funcție de gradul defectului osos.
În timpul operației de aditie osoasa pacientul nu va simti durere. Deși operația de aditie osoasa este una complexă, pacientul o va resimți ca pe o intervenție stomatologică de rutină, întrucât se lucrează cu anestezie locală, iar după intervenție, pacientului i se administrează antialgice, disconfortul provocat fiind minim.

## Materialele utilizate pentru în aditie osoasa sunt:
- osul autogen (recoltat de la pacientul căruia i se efectuează intervenția),
- înlocuitor de os recoltat de la animale, tratat
- membrană resorbabilă
- produse pe bază de fosfat de calciu și altele.

## Osul autogen
Se recoltează de la pacient din regiuni ale cavității orale și este introdus în zona în care se dorește refacerea defectului osos, acesta oferind rezultate foarte bune.
Această metodă are însă dezavantajul că la recoltarea osului este necesară realizarea unei alte incizii și, implicit, apare o intervenție chirugicală în plus, pentru pacient.

## Înlocuitorul de os de origine animală
Cel mai utilizat este osul bovin, tratat și sterilizat, astfel încât să nu apară reacții de respingere sau infecții.
Deși se consideră ca în operațiile de aditie osoasa osul adăugat pacientului se transformă în os propriu, această idee este deseori falsă.
În general, în urma intervențiilor de augmentare osoasă, osul autogen este stimulat să se refacă, osul artificial adăugat asigură doar un suport pe care se vor așeza celulele osoase ale pacientului.
În urma procedurii chirurgicale de aditie osoasa, pe masură ce osul propriu crește în dimensiuni, osul artificial este metabolizat și se resoarbe.

## Operația desinus lift
Reabilitarea orală a pacienților prin implanturi este foarte dificilă atunci cand dinții absenți afectează zona posterioară a maxilarului superior.
După extracția dentară, resorbția osoasă este des însoțită de creșterea în dimensiune a sinusului maxilar, astfel încât inserția implanturilor în această zonă fără adiție osoasă ar fi anevoioasă și ar exista pericolul introducerii implanturilor în sinusul maxilar.
Intervenția prin care se mărește volumul capitalului osos în această zonă se numeste sinus lift, operație în cadrul careia sinusul maxilar se ”ridică”, de unde și denumirea de ”sinus lift”, porțiunea inferioară a sinusului devenind ulterior țesut osos.

## Biografie
1.  Dumitrescu AL (2011). "Bone Grafts and Bone Graft Substitutes in Periodontal Therapy". Chemicals in Surgical Periodontal Therapy.
2. Pajor, Kamil; Pajchel, Lukasz; Kolmas, Joanna (January 2019). "Hydroxyapatite and Fluorapatite in Conservative Dentistry and Oral Implantology—A Review". 
3. Etessam A. "Bone grafting". Naples Dental Art Center
4. Jensen SS, Terheyden H (2009). "Bone augmentation procedures in localized defects in the alveolar ridge: clinical results with different bone grafts and bone-substitute materials"
5. Le BT, Borzabadi-Farahani A (July 2014). "Simultaneous implant placement and bone grafting with particulate mineralized allograft in sites with buccal wall defects, a three-year follow-up and review of literature". Journal of Cranio-Maxillo-Facial Surgery.
6. Rey, C.; Combes, C.; Drouet, C.; Grossin, D. (2011). " – Bioactive Ceramics: Physical Chemistry". 
7. Aditie osoasa in stomatologie